# 内幸町
内幸町（うちさいわいちょう）は、東京都千代田区南東の町名。江戸時代は幸橋内、昭和初期まで内山下町と呼ばれたので、1字ずつとって内幸と命名された。
北隣の有楽町とともに、日比谷と呼ばれる地域の一部である。

## 概要
東京都千代田区の南東端に位置し、麹町地域に属する。現行行政地名は内幸町一丁目および内幸町二丁目。北で日比谷公園、北東で有楽町、東で中央区銀座、南で港区新橋、南西で港区西新橋、西で霞が関と接する。住居表示実施済みの地域である。
大丸有地区（大手町・丸の内・有楽町）から連続するオフィス街である。東京電力ホールディングス、JFEホールディングス（JFEスチール）、富国生命保険相互会社をはじめ、名だたる大企業が本社を構える。ホテル御三家の一角である帝国ホテルが所在しており、かつては明治期の西洋館として知られる鹿鳴館もこの地に位置していた。1973年に渋谷区のNHK放送センターに移転するまで、NHKの旧本部（NHK東京放送会館）も立地していた。
内幸町一丁目地区においてはNTTグループや三井不動産などが主導で、帝国ホテルの建て替えや日比谷公園の再整備も含めた都心最大級の再開発計画「 TOKYO CROSS PARK構想」が進行中である。

## 歴史
江戸時代以前は全域が日比谷入江に含まれたと考えられている。その後埋め立てられ大名屋敷として整備されたが、北東南の三方は水路が埋め残され、江戸城外濠の内側に面する形となっていた。東に山下橋、南に幸橋が架けられていたが、それぞれ山下御門、幸橋御門が設置され、濠外からの警備が厳重になされていた。武家地のため町名はなく、橋を目印に山下門内、幸橋内などと俗称されていた。なお、両者共に門外の町名に由来する。
内幸町の町名は明治5年からのものだが、昭和13年以前と以降では指す範囲が異なる。現在の内幸町は帝国ホテルなどがある一丁目1番地が旧内山下町一丁目、一丁目のそれ以外および二丁目全域が旧内幸町一丁目である。なお、旧内山下町二丁目は日比谷公園内、旧内幸町二丁目は経済産業省・日本郵政のある霞が関一丁目3番地に当たる。

### 旧内山下町一丁目
北側のほぼ帝国ホテルに相当する区域には、寛永期当初は陸奥仙台藩伊達家中屋敷があった。明暦の大火後、遠江横須賀藩本多家上屋敷、出羽上山藩土岐家上屋敷に分割、天和2年（1682年）に備後福山藩阿部家上屋敷、その後奏者番を務める者に順次受け継がれ、幕末には陸奥白河藩阿部家上屋敷、後備中松山藩板倉家上屋敷となった。明治初年には一時的に清水徳川家の手に渡った。
現在NTTやみずほ銀行・東京電力がある南部は、西側が薩摩鹿児島藩島津家中屋敷（通称装束屋敷）、北東部に肥前佐賀藩鍋島家下屋敷、南東部に肥前小城藩鍋島家上屋敷があったが、寛文年間に島津家が佐賀藩邸を兼併し、小城藩邸を取り囲む形となった。
旧松山・薩摩藩邸には明治6年（1873年）博覧会事務局が移転し、明治8年（1875年）内務省管轄の博物館となり、動物園・植物園等が併設された。明治14年（1881年）上野公園へ移転し、東京国立博物館や上野動物園となった。
跡地は南部は外務省鹿鳴館、北東部が農商務省農産陳列所、北西部が内務大臣官舎となった。明治23年（1890年）、鹿鳴館は廃止され、建物は華族会館となり、南側の前庭部には日本勧業銀行、台湾総督府東京出張所が建った。同時に農産陳列所跡に帝国ホテルが開業した。帝国ホテルは大正の建替えの際、内務大臣官舎地を合併し、ほぼ現在の土地となった。
華族会館は昭和2年（1927年）日本徴兵保険会社に払い下げられ、建物取壊し後も同社の新社屋が建ち、戦後も大和生命保険として存続した。台湾総督府はその後東洋拓殖ビルとなったが、日本勧業銀行は長く当地存続し、戦後東洋拓殖ビル地を兼併し、現在みずほ銀行本社となっている。
一方、東南角にあった旧鍋島邸は帝国五二会館、南満洲鉄道東京支店等を経て、関東大震災後立憲政友会本部となった。戦後東京電力本社となる。

### 旧内幸町一丁目
現在この区域は日比谷通りによって東西に分断され、東側が内幸町一丁目に含まれ、西側が二丁目となっているが、江戸時代にはこの通りは日比谷公園南端の内幸町交差点で止まっており、一つのまとまった街区であった。
寛永期には、東から順に陸奥盛岡藩南部家、肥前唐津藩寺沢家、陸奥会津藩加藤家、日向飫肥藩伊東家、肥後人吉藩相良家の各上屋敷が存在した。このうち、東部の南部・寺沢・加藤の三邸は正徳3年（1713年）柳沢吉保の手に渡り、以降大和郡山藩上屋敷となった。また、相良邸は石見津和野藩亀井家上屋敷となり、東から柳沢邸、伊東邸、相良邸として幕末まで続いた。
明治元年（1868年）、柳沢屋敷は東京府に転用された。明治27年（1894年）有楽町に移転後、夏目漱石が入院したことで知られる長与胃腸病院や、仁壽生命保険本社、東京倶楽部などがあった。
伊東邸は島津家に渡った後分譲され、都新聞、病院や法律事務所が置かれた。

## 学区
区立小・中学校に通う場合、学区は以下の通りとなる（2019年8月現在）。なお、千代田区の中学校では学校選択制度を導入しており、区内全域から選択することが可能。
- 区域 : 一丁目、二丁目　各全域
  - 小学校 : 千代田区立千代田小学校
  - 中学校 :  千代田区立麹町中学校 または 千代田区立神田一橋中学校

## 交通

### 鉄道
- 都営地下鉄 内幸町駅（○三田線）
- 東京地下鉄 都営地下鉄 日比谷駅（所在地:有楽町）
- 東京地下鉄 霞ケ関駅（○丸ノ内線、○日比谷線、○千代田線） - 出入口が設けられている。（所在地：霞が関）
- 東京地下鉄 新橋駅（○銀座線） - 出入口が設けられている。（所在地：港区新橋）

### バス
- 東急バス：東98系統 経済産業省前 / 内幸町（等々力操車所行） - 東京駅丸の内南口行は日比谷公園 / 霞が関に設けられている。
- 都営バス：橋63系統 内幸町

### 道路
- 首都高速都心環状線 - 出入口は設置されていない。
- 東京都道301号白山祝田田町線（祝田通り）
- 日比谷通り（東京都道409号日比谷芝浦線）

## 事業所
2021年（令和3年）現在の経済センサス調査による事業所数と従業員数は以下の通りである。
| 丁目         | 事業所数  | 従業員数 |
| ------------ | --------- | -------- |
| 内幸町一丁目 | 418事業所 | 17,934人 |
| 内幸町二丁目 | 371事業所 | 14,590人 |
| 計           | 789事業所 | 32,524人 |

### 事業者数の変遷
経済センサスによる事業所数の推移。
| 年                 | 事業者数 |
| ------------------ | -------- |
| 2016年（平成28年） | 737      |
| 2021年（令和3年）  | 789      |

### 従業員数の変遷
経済センサスによる従業員数の推移。
| 年                 | 従業員数 |
| ------------------ | -------- |
| 2016年（平成28年） | 35,854   |
| 2021年（令和3年）  | 32,524   |

## 施設
- 富国生命ビル
  - 富国生命保険本社
  - 国際復興開発銀行東京事務所
    - 国際開発協会東京事務所
    - 多数国間投資保証機関本部
    - 国際金融公社東京事務所

  - 国際通貨基金アジア太平洋地域事務所
  - 米州開発銀行アジア事務所
  - 財務会計基準機構
  - 芝浦機械東京本社
- 東京電力ホールディングス本社
  - 東京電力本店
- 日比谷国際ビルヂング
  - JFEホールディングス本社
    - JFEスチール - 本社

  - 東京電力リニューアブルパワー本社
  - 太陽石油本社
  - JERA東日本支社
- 日本プレスセンタービル
  - 日本記者クラブ
  - 経済協力開発機構東京センター
- 中日新聞東京本社 - 東京新聞発行母体
- 飯野ビルディング
  - 飯野海運本社
  - 川崎汽船本社（登記上の本店は神戸市）
  - 双日本社
  - イイノホール
- 帝国ホテル東京

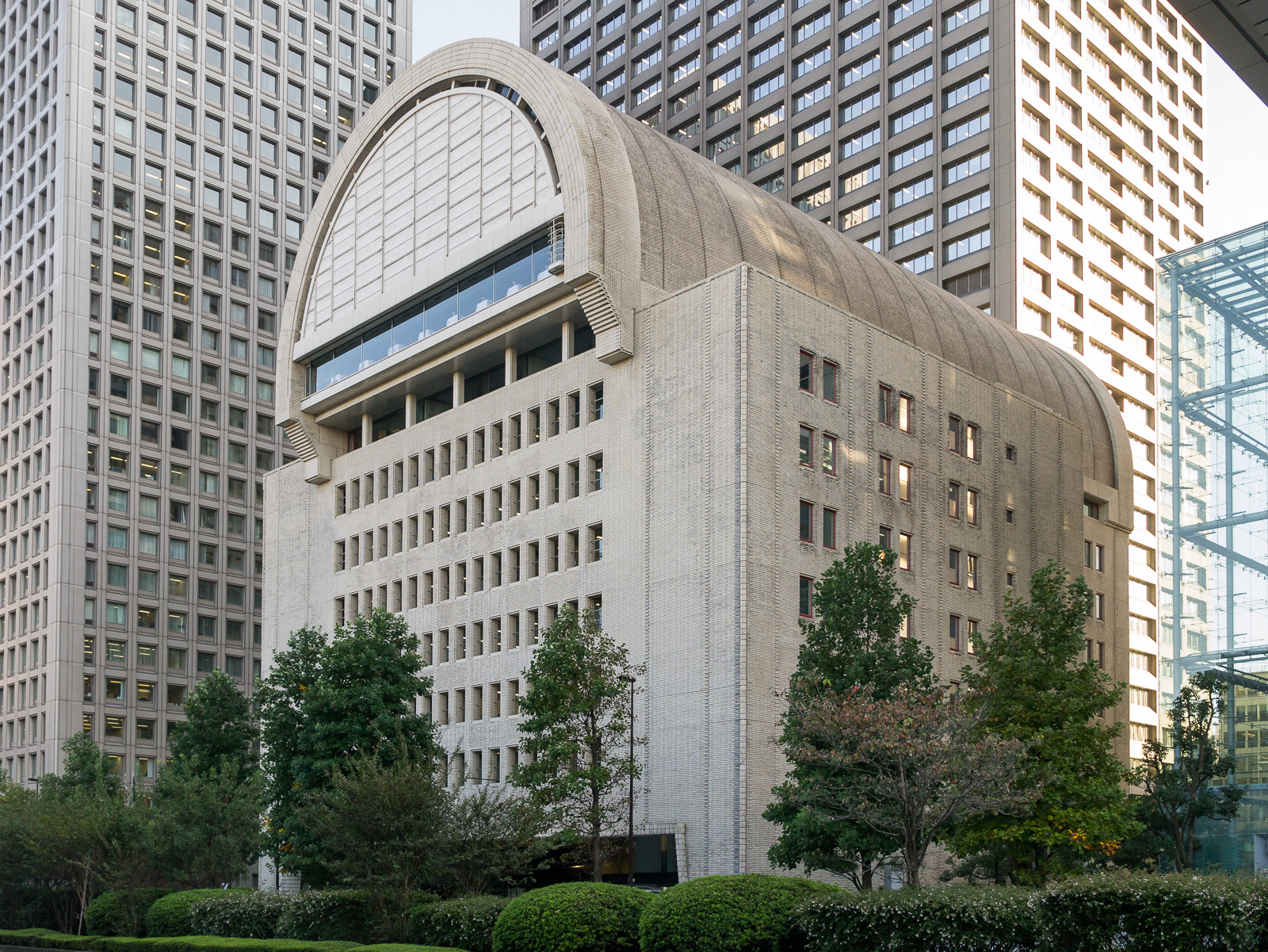
日本プレスセンタービル

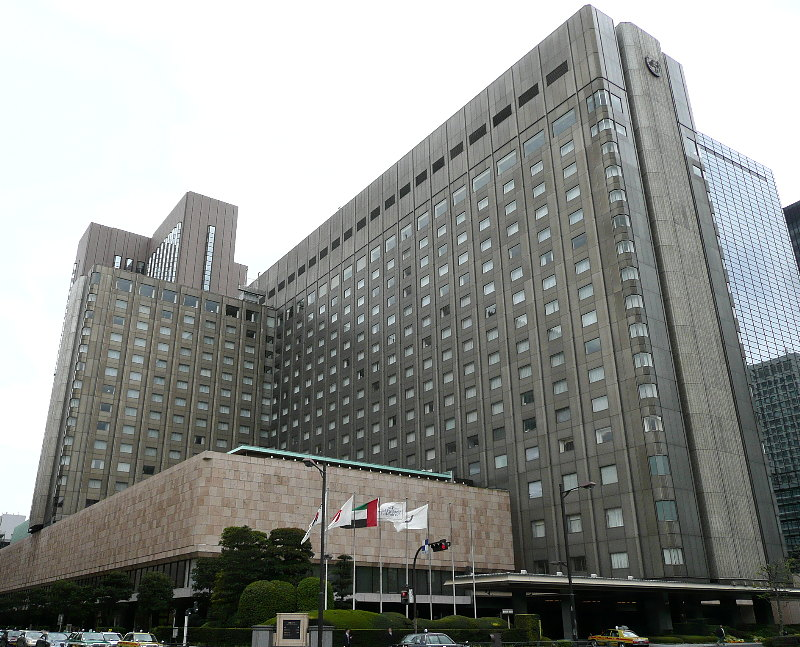
帝国ホテル東京新本館

- 第一ホテル別館 - 本館は港区新橋1丁目、本館と別館の間に区境が走っている。
- 日比谷パークフロント
  - ソニー銀行本社
  - ブロードバンドタワー本社

### 現存しない施設
- 東京府庁 - 1868年（慶応4年・明治元年）に大和郡山藩上屋敷を接収して使用した。1894年（明治27年）に麹町区有楽町に新庁舎が完成したため移転した。
- 鹿鳴館 - 旧薩摩藩装束屋敷跡に建設され、1883年完成。のちに華族会館への払い下げ、徴兵生命保険（現・大和生命保険）への売却を経て1940年に取り壊された。跡地はNBF日比谷ビル（旧大和生命ビル）。隣接する帝国ホテルとの間に記念碑が設置されている。
- 日本放送協会 (NHK) 本部 - 東京放送会館が1938年に愛宕山から移転。現在の渋谷区神南の放送センターに移転した1973年まで存在していた。日比谷通り沿いには小さな放送記念碑が設置されている。跡地は日比谷シティ。
- 新生銀行本店ビル（旧日本長期信用銀行本店） - 2010年まで。2011年より、中央区日本橋室町に所在。跡地は、現在は日比谷パークフロントとして建て替えられている。

## 出身・ゆかりのある人物
- 小川平吉（弁護士、衆議院議員、国勢院総裁､司法大臣、鉄道大臣） - 住所が内幸町1丁目[12]。
- 宮澤喜一（内閣総理大臣）

## その他

### 日本郵便
- 郵便番号 : 100-0011[3]（集配局 : 銀座郵便局[13]）。